# Lægeærenpris
Lægeærenpris (Veronica officinalis), ofte skrevet læge-ærenpris, er en nedliggende urt med 10-30 cm lange stængler med blå blomster i klaser. Den vokser på morbund i skove eller på tørre overdrev. Den har – som navnet antyder – længe været brugt som naturmedicin, og den er stadig meget brugt som prydplante.

## Beskrivelse
Lægeærenpris er en flerårig, urteagtig plante med en nedliggende og senere opstigende vækstform. Stænglerne er behårede og runde i tværsnit. Bladene er modsatstillede, hele og ustilkede eller meget kortstilkede og ovale til elliptiske med fint savtakket rand. Oversiden er græsgrøn med tæt behåring, mens undersiden er en smule mere grågrøn og ligeledes tæt behåret.
Blomstringen foregår i maj-juli, hvor man finder blomsterne i oprette klaser fra bladhjørnerne. De enkelte blomster er 4-tallige og svagt uregelmæssige med lyseblå kronblade. Frugterne er kapsler med et enkelt, fladt frø.
Rodsystemet består af en krybende jordstængel og et tæt, trævlet rodnet.
Højde x bredde og årlig tilvækst: 0,20 x 0,40 (20 x 40 cm/år), heri ikke medregnet skud fra rodslående udløbere.

## Hjemsted
Lægeærenpris har sin naturlige udbredelse i Makaronesien, Mellemøsten, Kaukasus og det meste af Europa. I Danmark er den almindelig i det meste af landet. Arten er knyttet til let skyggede voksesteder med en jordbund, der er let fugtig, sur og forholdsvis næringsfattig. Derfor findes den på morrbund i skove, på tørre overdrev og i klitter.
I Henderland Bank, et tæt, kratagtigt stykke skov nær St. Mary's Loch, Skotland, findes arten sammen med bl.a. ask, alm. bingelurt, fjerbregne, hassel, alm. mangeløv, ørnebregne, bølget bunke, dunet steffensurt, engriflet hvidtjørn, fruebær, glat dueurt, jordbærpotentil, kratviol, skovjordbær, skovsyre, stinkende storkenæb, stor fladstjerne, storblomstret kodriver, tveskægget ærenpris og vellugtende gulaks

## Indholdsstoffer
Planten indeholder en række stoffer: Iridoidglycosider (0,5-1%) så som aucubin, catalpol og catapolester. Desuden flavonoider, især flavoner (apigenin, luteolin), triterpensaponiner, samt små mængder af garvestoffer, mannitol, βsitosterol, klorogensyre og kaffeesyre.

## Anvendelse
Foruden at blive brugt som prydplante (bunddækker) i staudebede kan planten også bruges som naturmedicin. Den anbefales bl.a. mod forhøjet kolesterol, bronkitis, gigt og eksem, ved hudproblemer og nervøsitet samt som blodrensende middel.
| Portal | Portal:Botanik |